# Keith Harrison
Keith John Harrison (Birmingham, 28 de março de 1933) é um ex-ciclista britânico. Representou o Reino Unido em um evento nos Jogos Olímpicos de 1956, em Melbourne.